# Анфёров, Михаил Андреевич
Михаил Андреевич Анфёров (род. 10 октября 1956, Уфа) — советский и российский хоккеист, нападающий. Мастер спорта СССР международного класса. Тренер.

## Биография
Воспитанник СК им. Салавата Юлаева (Уфа), дебютировал в первенстве СССР в сезоне первой лиги 1974/75. Два сезона провёл в СКА Куйбышев. В сезоне 1977/78 вместе с уфимской командой вышел в высшую лигу. В дальнейшем играл за команды «Крылья Советов» (1979/80 — 1980/81), «Динамо» Москва (1981/82 — 1985/86), «Динамо» Харьков (1986/87 — 1989/90). Играл за югославский «Медвешчак» Загреб (1990/91) и словенский «Блед» (1991/92 — 1995/96).
Серебряный (1985) и бронзовый (1982,1983) призёр чемпионата СССР. Обладаетль Кубка Шпенглера (1983).
Игрок второй сборной СССР.
Тренер различных юношеских и взрослых команд.
Старший брат Николай также был хоккеистом.